# Marion Becker
Marion Becker, née Steiner le 21 janvier 1950 à Hambourg, est une athlète allemande spécialiste du lancer du javelot. Aux Jeux olympiques d'été de 1976 à Montréal, elle a remporté la médaille d'argent pour l'Allemagne de l'Ouest.
Elle a grandi en Allemagne de l'Est où elle a été championne nationale junior en 1969 au lancer du javelot. Cette même année, elle émigrait en Roumanie pour épouser Siegfried Becker qui devint son entraineur. Elle prit part aux Jeux olympiques d'été de 1972 à Munich sous les couleurs de la Roumanie mais fut éliminée en qualifications.
En 1973, elle retourna en Allemagne fédérale et prit part aux compétitions pour l'Allemagne de l'Ouest.

## Palmarès

### Jeux olympiques d'été
- Jeux olympiques d'été de 1972 à Munich ( Allemagne de l'Ouest)
  - éliminée en qualifications au lancer du javelot
- Jeux olympiques d'été de 1976 à Montréal ( Canada)
  -  Médaille d'argent au lancer du javelot